# SeeqPod
SeeqPod是一个网络搜索引擎，主要提供各种多媒体内容的搜索服务。使用者即时观看、收听或是分享搜索结果。索引包括音频、视频、维基百科条目等可以在万维网上公开访问的内容。该网站声称已索引超过1300万页面。